# جون هايز (سياسي)
جون هايز (بالإنجليزية: John Hayes)‏ هو دبلوماسي وسياسي نيوزلندي، ولد في 15 مارس 1948 في نيوزيلندا. حزبياً، نشط في الحزب الوطني في نيوزيلندا. وقد انتخب عضو مجلس النواب نيوزيلندا.